# Delly
Pour les articles homonymes, voir Delly (homonymie).
 (mai 2023).
Si vous disposez d'ouvrages ou d'articles de référence ou si vous connaissez des sites web de qualité traitant du thème abordé ici, merci de compléter l'article en donnant les références utiles à sa vérifiabilité et en les liant à la section « Notes et références ».
Delly est le nom de plume conjoint d'un frère et d'une sœur françaises, Jeanne-Marie Petitjean de La Rosière (1875-1947) et Frédéric Petitjean de La Rosière (1876-1949), auteurs d'une centaine de romans d'amour populaires dont un tiers est publié de manière posthume.
Les romans de Delly, peu connus des lecteurs au XXIe siècle, sont extrêmement populaires entre 1910 et 1980, et comptent alors parmi les plus grands succès de l'édition en France mais aussi à l'étranger.

## Biographie
Jeanne-Marie est née à Avignon le 13 septembre 1875, et son frère Frédéric nait un an plus tard, à Vannes le  6 septembre 1876. Ils  sont les enfants d'un officier d'artillerie, Ernest Petitjean, et de sa femme, Charlotte Gaultier de La Rosière, dont ils reprirent le nom. Ils passèrent leur enfance à Vannes où leur père avait été muté, avant de déménager à Versailles, après la retraite de celui-ci. Dans cette ville, ils se lient d'amitié avec leur voisin, la famille du Commandant Brunot dont l'épouse, Marie d'Agon de la Contrie, deviendra, quelques années plus tard, une auteure de livres pour enfants.,
Jeanne-Marie, jeune fille rêveuse qui consacra toute sa vie à l'écriture, a été à l'origine d'une œuvre surabondante dont la publication commence en 1903 avec Dans les ruines. La contribution de Frédéric est moins connue dans l'écriture que dans la gestion habile des contrats d'édition, plusieurs maisons se partageant cet auteur qui connaissait systématiquement le succès. Le rythme de parution, de plusieurs romans par an jusqu'en 1925, leur publication par épisodes que les journaux payant au prix fort car synonyme d'une augmentation significative de leur tirage et les très bons chiffres de ventes des ouvrages assurèrent à la fratrie des revenus confortables. Ils n'empêchèrent pas les deux auteurs de vivre dans une parfaite discrétion, jusqu'à rester inconnus du grand public et de la critique.
L'identité de Delly ne fut en fait révélée qu'à la mort de Jeanne-Marie le 1er avril 1947 chez elle avenue Jean-Jaurès à Versailles, deux ans avant celle de son frère. Ils sont enterrés au cimetière Notre-Dame de Versailles.
Jeanne-Marie et Frédéric Petitjean lèguent à leur mort leurs biens à leur employée de maison, Irène, et leurs droits d'auteur et tous leurs manuscrits à la Société des gens de lettres (SGDL) pour aider les écrivains malades ou nécessiteux, la bourse Delly. L'hôtel de Massa à Paris, siège de la SGDL, conserve ces manuscrits, divers documents et deux médaillons représentant les Delly. Une salle de l'hôtel porte leur nom.

## Structure et succès
Delly a été considéré comme l'archétype de l'auteur de romans populaires ou encore de romans de gare, en l'occurrence sentimentaux. Le style a été critiqué comme plat et répétitif, avec des intrigues construites sur un modèle immuable, manichéen : l'opposition entre une protagoniste symbolisant la pureté et d'autres personnages cherchant à contrecarrer sa quête d'un amour parfait. Toute l'œuvre est empreinte d'une structure sociale et d'une moralité qui restent celles du début du siècle, se refusant aux bouleversements de l'époque dans laquelle vit Delly. Les auteurs sont également une des cibles de Louis-Ferdinand Céline dans ses Entretiens avec le professeur Y.
Les romans de Delly, peu connus des lecteurs actuels et négligés par les intellectuels, furent extrêmement populaires entre 1910 et 1980, et comptèrent parmi les plus grands succès de l'édition mondiale à cette époque. Ils sont réédités jusqu'aux années 1980.
En 1995 parait Guimauve et fleurs d'oranger, Delly, une étude littéraire sur Delly sous la direction de Julia Bettinotti et Pascale Noizet.
La publication d'un dossier de la revue Le Rocambole en 2011 contribua aussi à réévaluer le duo, et à mettre en évidence l'évolution de la carrière de Delly : jusqu'à la guerre, on peut parler du « premier Delly » (Ellen Constans), ce qui correspond à la moitié des œuvres écrites et publiées, des romans courts, davantage sentimentaux et se ressentant d'une inspiration très catholique, parfois militante. À partir de la Grande Guerre, l'inspiration s'élargit : Le Mystère de Ker-Even (1916) est le premier d'une série de « grands romans » d'aventures populaires, en général deux fois plus longs et publiés en deux volumes par les éditeurs successifs, Flammarion ou Tallandier. L'élément sentimental se dilue dans l'aventure, souvent située dans un cadre exotique (Amérique centrale ou du Sud, Inde, Orient). Cette évolution très nette peut être attribuée à une plus forte implication de Frédéric Petitjean dans la rédaction ou l'élaboration des intrigues. Par exemple, Le Maître du silence (1917, en deux volumes, Sous le masque et Le Secret du Kou-Kou-Noor) est un roman de science-fiction échevelé dont le héros est un véritable surhomme doté d'un pouvoir télépathique. D'autres romans plus tardifs adoptent une structure de roman policier, ce qui est très inattendu chez un tel auteur, mais en définitive le fruit d'une évolution logique, le crime et le mal étant au centre de toute l'œuvre dellyenne. Certains des derniers romans écrits durant les années 1930 (et publiés de façon posthume) montrent une évolution sociale assez nette par rapport aux romans du début.
Enfin, si la plupart des romans se terminent sur une fin heureuse, malgré l'entassement des crimes et des épreuves, ce n'est pas le cas de Malereyne (posthume, 1952), un roman d'une noirceur absolue, où tous les personnages sont négatifs, et qui se termine sans aucune rémission possible, ce qui constitue une immense surprise et tranche sur le reste de l'œuvre.
La grande singularité de l'œuvre de Delly est d'être pour un tiers composée de romans « posthumes » : à partir de 1925, le couple Delly décide de réduire la publication d'inédits en librairie, tout en maintenant un rythme de rédaction soutenu. En contrepartie, ils alimentent les éditeurs en livres d'avant-guerre uniquement publiés en feuilleton, ce qui donne l'illusion d'une production continue et provoque un net décalage entre l'époque de première publication (prépublication dans la presse d'avant 1914) et la date de parution en librairie, parfois vingt ans plus tard, voire jusqu'à quarante ans plus tard pour certains titres. Pendant ce temps, les Delly rédigent de nouvelles œuvres (souvent de longs romans populaires flamboyants) destinées à leur postérité. Par conséquent, la perception du lectorat qui plébiscite les romans de Delly dans les années 50 et 60 (comme celle des critiques qui les mettent au ban de la littérature) est faussée par ce décalage entre rédaction et publication, situation accentuée par le relatif anonymat de l'auteur. Pour évaluer correctement l'œuvre de Delly, il fallait d'abord la reclasser dans l'ordre chronologique de rédaction et de première publication en feuilleton, puis inventorier ses différentes éditions en volume, ce qui a été tenté pour la première fois dans le dossier publié par Le Rocambole.

## Œuvre
Romans et nouvelles
1. Anita (1909)[4]
2. Annonciade (1956)
3. Aurore de Brüsfeld (1950)
4. Cité des Anges (1953)
5. Comme un conte de fées (1932, en volume en 1935. Inspiré de Monsieur Wolf.)
6. Dans les ruines (1903)
7. Des plaintes dans la nuit (1911, Titre original : Le comte Job. En volume en 1937. Remanié.)
8. Entre deux âmes [ou Un mariage de raison] (1912)
9. Esclave... ou reine ? (1909)
10. Fille de Chouans (1911)
11. Fleurs du foyer, fleur du cloître (1911. Publié après 1947 sous le titre : Une mésalliance.)
12. Folie de sages (1950)
13. Gilles de Cesbres (1913. Titres originaux :  Entre l'amour et le devoir ou A l'épreuve. En volume en 1930)
14. La biche aux bois (1956)
15. La chatte blanche (1919. Titre original : La Sylve-Noire)
16. La colombe de Rudsay-Manor (1910)
17. La douloureuse victoire (1934)
18. La fin d'une Walkyrie (1915) [ou La pupille du comte Boris (presse, 1919]
19. La jeune fille emmurée (1936, version entièrement réécrite et modifiée de L'étincelle.)
20. La lampe ardente (1938)
21. La maison dans la forêt (1913, en volume en 1956)
22. La maison des Rossignols (1920) [ou La vengeance de Lilian (presse, 1921)]
23. La maison du Lis (1906, en volume en 1919)
24. La petite chanoinesse (1918, © 1916)
25. La porte scellée (1952)
26. La rose qui tue (1948)
27. La vengeance de Ralph (1921)
28. La villa des Serpents (1949)
29. Le candélabre du temple (1910. Titre original : Le candélabre d'or. En volume en 1931 sous une forme fortement remaniée.)
30. Le Chant de la misère (1910, en volume en 1952)
31. Le drame de l'étang aux biches (1940)
32. Le fruit mûr (1922)
33. Le repaire des fauves (1952)
34. Le roi des Andes (1909)
35. Le roseau brisé (1952)
36. Le rubis de l'émir (1951)
37. Le sceau de Satan (1969)
38. Le secret de la Luzette (1910, en volume en 1919)
39. Le testament de M. d'Erquoy (1910)
40. Le violon Tzigane (1908, en volume en 1950)
41. Les solitaires de Myols (1913. Titre original : Les célibataires de Myols. En volume en 1951)
42. Les deux crimes de Thècle (1946)
43. Les deux fraternités (1907, en volume en 1912)
44. Les heures de la vie (1937)
45. Les hiboux des Roches-Rouges (1906, en  volume en 1919)
46. Les ombres (1913, en volume en 1925)
47. Les seigneurs loups (1950)
48. L'étincelle. (1905)
49. L'exilée (1908)
50. L'héritage de Cendrillon (1916 et 1930. Titre original : Comme au temps des chevaliers. En volume en 1941. Remanié ??)
51. L'héritier des ducs de Sailles (1908, en volume en 1911)
52. L'illusion orgueilleuse (1959)
53. L'infidèle (1926)
54. L'ondine de Capdeuilles (1921)
55. Lysis (1912, en volume en 1957. Remanié. La fin de la version en volume est différente de celle de 1912)
56. Ma robe couleur du temps (1930, en volume en 1933)
57. Magali (1909)
58. Malereyne (1952)
59. Mitsi (1921)
60. Monsieur Wolf (1913, inédit en volume. La version en volume, très différente, a pour titre  Comme un conte de fées)
61. Reinette (1914, en volume en 1951)
62. Roi de la fève (1914, en volume : "Le roi aux yeux de rêve" (1956))
63. Rue des Trois-Grâces (1950)
64. Sainte Nitouche (1911, en volume en 1915)
65. Un amour de prince (1913 et 1935. Titre original : Dans l'ombre du mystère. Retouché. Publié en 1936 dans la revue Mes romans sous le titre Gabrielle et son mystère. En volume en 1954))
66. Un marquis de Carabas (1923. Titre original : Le marquis de Carabas. En volume en 1935)
67. Une femme supérieure (1905)
68. Une misère dorée ou Le secret noir (1909, en volume en 1929)
69. Père de famille (Publié dans la Croix Illustrée en juin-aôut 1906. Inédit en librairie.)[5]
70. La Citoyenne Orlogan (Publié dans l'Ouvrier en mars-avril 1907. Inédit en librairie.)[5]
71. Dans un vieux pavillon (Publié dans la Croix du dimanche en juin-septembre 1907. Inédit en librairie.)[5]

Longs romans ou séries
1. Aélys (1953) :
  1. Aélys aux cheveux d'or
  2. L'Orgueil dompté
2. Ahélya (1960-61) :
  1. Le Feu sous la glace
  2. Ahélya fille des Indes
3. Bérengère (1957) :
  1. Le sphinx d'émeraude
  2. Bérengère, fille de roi
4. Cœurs ennemis (1924, en volume en 1928) :
  1. Laquelle ?
  2. Orietta
5. Gwen (1952-53):
  1. L'orpheline de Ti-Carrec
  2. Gwen, princesse d'Orient
6. Hoëlle (1956) :
  1. Hoëlle aux yeux pers
  2. La fée de Kermoal
7. La maison des Belles Colonnes (1951-52):
  1. La louve dévorante
  2. L'accusatrice
8. Le Maître du silence (1917-18) :
  1. Sous le masque
  2. Le secret de Kou-Kou-Noor
9. Le secret de la Sarrasine (1923) :
  1. Le roi de Kidji
  2. Elfrida Norsten
10. Sous l'œil des Brahmes (1951) :
  1. Sous l'œil des Brahmes, tome 1
  2. Sous l'œil des Brahmes, tome 2
11. Ourida, la petite rose (1954) :
  1. Ourida, la petite princesse
  2. Salvatore Falnerra
  3. Pour l'amour d'Ourida
12. Le mystère de Ker-Even (1916, en volume en 1918) :
  1. Le mystère de Ker-Even, tome 1
  2. Le mystère de Ker-Even, tome 2
13. La lune d'or (1921-22, en volume en 1932) :
  1. La lune d'or, tome 1
  2. La lune d'or, tome 2

Contes
1. L’appel du Seigneur (1906 puis parue à la suite de La colombe de Rudsay-Manor dans l’édition de la Bonne-presse de 1927)
2. L'étoile du roi Boris (1906 puis parue à la suite de Lysis)
3. Le seigneur de Barbelaine (1911 puis parue à la suite de La colombe de Rudsay-Manor dans l’édition de la Bonne-presse de 1927)
4. La voie divine (1912, puis parue en 1959 à la suite de L'illusion orgueilleuse)
5. Le géranium rose (1915, puis dans La Comlombe de Rudsay-Manor, 1960)
6. La petite (1916, puis dans Contes à la BeQ[6])
7. Le Chant de la Paix (1916, puis dans Contes à la BeQ)
8. La fille de la Roussalka (1916, puis dans Contes à la BeQ)
9. Madame Ambroise (1916, puis dans La Comlombe de Rudsay-Manor, 1960)
10. La Ronde sous les eaux (Dans Le Rocambole, n°55-66, 2011, puis dans Contes à la BeQ)